# بسكاكيرن
بسكاكيرن هو أحد ملوك كوش (حوالي 400 قبل الميلاد)، كان على الأرجح ابن الملك مالي ويباماني والشقيق الأصغر للملك اماني نتيركي، وسبقه الملك اماني نتيركي على العرش، وتبعه الملك كرسيوتف. لا يُعرف بسكاكيرن حتى الآن إلا من خلال هرمه الصغير في نوري (رقم 17)، يشير حجم هرمه إلى أنه حكم لفترة قصيرة فقط.